# 波利諾國家公園
波利諾國家公園（義大利語：Parco nazionale del Pollino）是位於義大利南部巴斯利卡塔大區和卡拉布里亞大區的一個國家公園。波利諾國家公園的面積達1820平方公里，是義大利面積最大的國家公園。國家公園的名稱來自於公園內的波利諾山塊。